# Olimpiai érmesek listája síakrobatikában
Ez a lap az olimpiai érmesek listája síakrobatikában 1992-től 2018-ig.

## Összesített éremtáblázat
(A táblázatokban Magyarország és a rendező nemzet sportolói eltérő háttérszínnel, az egyes számoszlopok legmagasabb értéke vagy értékei vastagítással kiemelve.)
| A téli olimpiai játékok összesített éremtáblázata síakrobatikában | A téli olimpiai játékok összesített éremtáblázata síakrobatikában | A téli olimpiai játékok összesített éremtáblázata síakrobatikában | A téli olimpiai játékok összesített éremtáblázata síakrobatikában | A téli olimpiai játékok összesített éremtáblázata síakrobatikában | Olimpia  |
| ----------------------------------------------------------------- | ----------------------------------------------------------------- | ----------------------------------------------------------------- | ----------------------------------------------------------------- | ----------------------------------------------------------------- | -------- |
|                                                                   | Ország                                                            | Arany                                                             | Ezüst                                                             | Bronz                                                             | Összesen |
| 1.                                                                | Kanada (CAN)                                                      | 12                                                                | 9                                                                 | 4                                                                 | 25       |
| 2.                                                                | Egyesült Államok (USA)                                            | 9                                                                 | 9                                                                 | 7                                                                 | 25       |
| 3.                                                                | Svájc (SUI)                                                       | 4                                                                 | 2                                                                 | 2                                                                 | 8        |
| 4.                                                                | Fehéroroszország (BLR)                                            | 4                                                                 | 1                                                                 | 2                                                                 | 7        |
| 5.                                                                | Franciaország (FRA)                                               | 3                                                                 | 5                                                                 | 6                                                                 | 14       |
| 6.                                                                | Ausztrália (AUS)                                                  | 3                                                                 | 3                                                                 | 2                                                                 | 8        |
| 7.                                                                | Norvégia (NOR)                                                    | 3                                                                 | 2                                                                 | 4                                                                 | 9        |
| 8.                                                                | Kína (CHN)                                                        | 1                                                                 | 6                                                                 | 4                                                                 | 11       |
| 9.                                                                | Finnország (FIN)                                                  | 1                                                                 | 2                                                                 | 1                                                                 | 4        |
| 10.                                                               | Japán (JPN)                                                       | 1                                                                 | 0                                                                 | 3                                                                 | 4        |
| 11.                                                               | Csehország (CZE)                                                  | 1                                                                 | 0                                                                 | 0                                                                 | 1        |
| 11.                                                               | Ukrajna (UKR)                                                     | 1                                                                 | 0                                                                 | 0                                                                 | 1        |
| 11.                                                               | Üzbegisztán (UZB)                                                 | 1                                                                 | 0                                                                 | 0                                                                 | 1        |
|                                                                   |                                                                   |                                                                   |                                                                   |                                                                   |          |
| 14.                                                               | Oroszország (RUS)                                                 | 0                                                                 | 1                                                                 | 3                                                                 | 4        |
| 15.                                                               | Svédország (SWE)                                                  | 0                                                                 | 1                                                                 | 1                                                                 | 2        |
| 16.                                                               | Ausztria (AUT)                                                    | 0                                                                 | 1                                                                 | 0                                                                 | 1        |
| 16.                                                               | Egyesített Csapat (EUN)                                           | 0                                                                 | 1                                                                 | 0                                                                 | 1        |
| 16.                                                               | Németország (GER)                                                 | 0                                                                 | 1                                                                 | 0                                                                 | 1        |
|                                                                   |                                                                   |                                                                   |                                                                   |                                                                   |          |
| 19.                                                               | Olimpikonok Oroszországból (OAR)                                  | 0                                                                 | 0                                                                 | 2                                                                 | 2        |
| 20.                                                               | Kazahsztán (KAZ)                                                  | 0                                                                 | 0                                                                 | 1                                                                 | 1        |
| 20.                                                               | Nagy-Britannia (GBR)                                              | 0                                                                 | 0                                                                 | 1                                                                 | 1        |
| 20.                                                               | Új-Zéland (NZL)                                                   | 0                                                                 | 0                                                                 | 1                                                                 | 1        |
|                                                                   |                                                                   |                                                                   |                                                                   |                                                                   |          |
| Összesen                                                          | Összesen                                                          | 44                                                                | 44                                                                | 44                                                                | 132      |

## Férfiak

### Mogul
| Olimpia              | Arany                                  | Ezüst                                  | Bronz                                      |
| 1992, Albertville    | Edgar Grospiron · Franciaország (FRA)  | Olivier Allamand · Franciaország (FRA) | Nelson Carmichael · Egyesült Államok (USA) |
| 1994, Lillehammer    | Jean-Luc Brassard · Kanada (CAN)       | Szergej Suplecov · Oroszország (RUS)   | Edgar Grospiron · Franciaország (FRA)      |
| 1998, Nagano         | Jonny Moseley · Egyesült Államok (USA) | Janne Lahtela · Finnország (FIN)       | Sami Mustonen · Finnország (FIN)           |
| 2002, Salt Lake City | Janne Lahtela · Finnország (FIN)       | Travis Mayer · Egyesült Államok (USA)  | Richard Gay · Franciaország (FRA)          |
| 2006, Torino         | Dale Begg-Smith · Ausztrália (AUS)     | Mikko Ronkainen · Finnország (FIN)     | Toby Dawson · Egyesült Államok (USA)       |
| 2010, Vancouver      | Alexandre Bilodeau · Kanada (CAN)      | Dale Begg-Smith · Ausztrália (AUS)     | Bryon Wilson · Egyesült Államok (USA)      |
| 2014, Szocsi         | Alexandre Bilodeau · Kanada (CAN)      | Mikaël Kingsbury · Kanada (CAN)        | Alexandr Smyshlyaev · Oroszország (RUS)    |
| 2018, Phjongcshang   | Mikaël Kingsbury · Kanada (CAN)        | Matt Graham · Ausztrália (AUS)         | Daichi Hara · Japán (JPN)                  |
| 2022, Peking         | Walter Wallberg · Svédország (SWE)     | Mikaël Kingsbury · Kanada (CAN)        | Ikuma Horishima · Japán (JPN)              |

### Ugrás
| Olimpia              | Arany                                       | Ezüst                                         | Bronz                                         |
| 1994, Lillehammer    | Andreas Schönbächler · Svájc (SUI)          | Philippe LaRoche · Kanada (CAN)               | Lloyd Langlois · Kanada (CAN)                 |
| 1998, Nagano         | Eric Bergoust · Egyesült Államok (USA)      | Sébastien Foucras · Franciaország (FRA)       | Dzmitrij Dascsinszki · Fehéroroszország (BLR) |
| 2002, Salt Lake City | Aleš Valenta · Csehország (CZE)             | Joe Pack · Egyesült Államok (USA)             | Aljakszej Hrisin · Fehéroroszország (BLR)     |
| 2006, Torino         | Han Hsziao-peng (Han Xiaopeng) · Kína (CHN) | Dzmitrij Dascsinszki · Fehéroroszország (BLR) | Vlagyimir Lebegyev · Oroszország (RUS)        |
| 2010, Vancouver      | Aljakszej Hrisin · Fehéroroszország (BLR)   | Jeret Peterson · Egyesült Államok (USA)       | Liu Csung-csing (Liu Zhongqing) · Kína (CHN)  |
| 2014, Szocsi         | Anton Kushnir · Fehéroroszország (BLR)      | David Morris · Ausztrália (AUS)               | Jia Zongyang · Kína (CHN)                     |
| 2018, Phjongcshang   | Oleksandr Abramenko · Ukrajna (UKR)         | Jia Zongyang · Kína (CHN)                     | Ilja Burov · Olimpikonok Oroszországból (OAR) |
| 2022, Peking         |                                             |                                               |                                               |

### Krossz
| Olimpia            | Arany                                       | Ezüst                                  | Bronz                                            |
| 2010, Vancouver    | Michael Schmid · Svájc (SUI)                | Andreas Matt · Ausztria (AUT)          | Audun Grønvold · Norvégia (NOR)                  |
| 2014, Szocsi       | Jean Frederic Chapuis · Franciaország (FRA) | Arnaud Bovolenta · Franciaország (FRA) | Jonathan Midol · Franciaország (FRA)             |
| 2018, Phjongcshang | Brady Leman · Kanada (CAN)                  | Marc Bischofberger · Svájc (SUI)       | Sergey Ridzik · Olimpikonok Oroszországból (OAR) |
| 2022, Peking       |                                             |                                        |                                                  |

### Félcső
| Olimpia            | Arany                               | Ezüst                                  | Bronz                               |
| 2014, Szocsi       | David Wise · Egyesült Államok (USA) | Mike Riddle · Kanada (CAN)             | Kévin Rolland · Franciaország (FRA) |
| 2018, Phjongcshang | David Wise · Egyesült Államok (USA) | Alex Ferreira · Egyesült Államok (USA) | Nico Porteous · Új-Zéland (NZL)     |
| 2022, Peking       |                                     |                                        |                                     |

### Slopestyle
| Olimpia            | Arany                                     | Ezüst                                  | Bronz                                 |
| 2014, Szocsi       | Joss Christensen · Egyesült Államok (USA) | Gus Kenworthy · Egyesült Államok (USA) | Nick Goepper · Egyesült Államok (USA) |
| 2018, Phjongcshang | Øystein Bråten · Norvégia (NOR)           | Nick Goepper · Egyesült Államok (USA)  | Alex Beaulieu-Marchand · Kanada (CAN) |
| 2022, Peking       |                                           |                                        |                                       |

### Férfi éremtáblázat
| A téli olimpiai játékok éremtáblázata férfi síakrobatikában | A téli olimpiai játékok éremtáblázata férfi síakrobatikában | A téli olimpiai játékok éremtáblázata férfi síakrobatikában | A téli olimpiai játékok éremtáblázata férfi síakrobatikában | A téli olimpiai játékok éremtáblázata férfi síakrobatikában | Olimpia  |
| ----------------------------------------------------------- | ----------------------------------------------------------- | ----------------------------------------------------------- | ----------------------------------------------------------- | ----------------------------------------------------------- | -------- |
|                                                             | Ország                                                      | Arany                                                       | Ezüst                                                       | Bronz                                                       | Összesen |
| 1.                                                          | Egyesült Államok (USA)                                      | 5                                                           | 6                                                           | 4                                                           | 15       |
| 2.                                                          | Kanada (CAN)                                                | 5                                                           | 3                                                           | 2                                                           | 10       |
| 3.                                                          | Svájc (SUI)                                                 | 2                                                           | 1                                                           | 0                                                           | 3        |
| 4.                                                          | Franciaország (FRA)                                         | 2                                                           | 3                                                           | 4                                                           | 9        |
| 5.                                                          | Fehéroroszország (BLR)                                      | 2                                                           | 1                                                           | 2                                                           | 5        |
| 6.                                                          | Ausztrália (AUS)                                            | 1                                                           | 3                                                           | 0                                                           | 4        |
| 7.                                                          | Finnország (FIN)                                            | 1                                                           | 2                                                           | 1                                                           | 4        |
| 8.                                                          | Kína (CHN)                                                  | 1                                                           | 1                                                           | 2                                                           | 4        |
| 9.                                                          | Norvégia (NOR)                                              | 1                                                           | 0                                                           | 1                                                           | 2        |
| 10.                                                         | Csehország (CZE)                                            | 1                                                           | 0                                                           | 0                                                           | 1        |
| 10.                                                         | Ukrajna (UKR)                                               | 1                                                           | 0                                                           | 0                                                           | 1        |
|                                                             |                                                             |                                                             |                                                             |                                                             |          |
| 12.                                                         | Oroszország (RUS)                                           | 0                                                           | 1                                                           | 2                                                           | 3        |
| 13.                                                         | Ausztria (AUT)                                              | 0                                                           | 1                                                           | 0                                                           | 1        |
|                                                             |                                                             |                                                             |                                                             |                                                             |          |
| 14.                                                         | Olimpikonok Oroszországból (OAR)                            | 0                                                           | 0                                                           | 2                                                           | 2        |
| 15.                                                         | Japán (JPN)                                                 | 0                                                           | 0                                                           | 1                                                           | 1        |
| 15.                                                         | Új-Zéland (NZL)                                             | 0                                                           | 0                                                           | 1                                                           | 1        |
|                                                             |                                                             |                                                             |                                                             |                                                             |          |
| Összesen                                                    | Összesen                                                    | 22                                                          | 22                                                          | 22                                                          | 66       |

## Nők

### Mogul
| Olimpia              | Arany                                     | Ezüst                                              | Bronz                                        |
| 1992, Albertville    | Donna Weinbrecht · Egyesült Államok (USA) | Jelizaveta Kozsevnyikova · Egyesített Csapat (EUN) | Stine Lise Hattestad · Norvégia (NOR)        |
| 1994, Lillehammer    | Stine Lise Hattestad · Norvégia (NOR)     | Elizabeth McIntyre · Egyesült Államok (USA)        | Jelizaveta Kozsevnyikova · Oroszország (RUS) |
| 1998, Nagano         | Szatoja Tae · Japán (JPN)                 | Tatjana Mittermayer · Németország (GER)            | Kari Traa · Norvégia (NOR)                   |
| 2002, Salt Lake City | Kari Traa · Norvégia (NOR)                | Shannon Bahrke · Egyesült Államok (USA)            | Szatoja Tae · Japán (JPN)                    |
| 2006, Torino         | Jennifer Heil · Kanada (CAN)              | Kari Traa · Norvégia (NOR)                         | Sandra Laoura · Franciaország (FRA)          |
| 2010, Vancouver      | Hannah Kearney · Egyesült Államok (USA)   | Jennifer Heil · Kanada (CAN)                       | Shannon Bahrke · Egyesült Államok (USA)      |
| 2014, Szocsi         | Justine Dufour-Lapointe · Kanada (CAN)    | Chloé Dufour-Lapointe · Kanada (CAN)               | Hannah Kearney · Egyesült Államok (USA)      |
| 2018, Phjongcshang   | Perrine Laffont · Franciaország (FRA)     | Justine Dufour-Lapointe · Kanada (CAN)             | Yuliya Galysheva · Kazahsztán (KAZ)          |
| 2022, Peking         |                                           |                                                    |                                              |

### Ugrás
| Olimpia              | Arany                                  | Ezüst                                 | Bronz                                     |
| 1994, Lillehammer    | Lina Cheryazova · Üzbegisztán (UZB)    | Marie Lindgren · Svédország (SWE)     | Hilde Synnøve Lid · Norvégia (NOR)        |
| 1998, Nagano         | Nikki Stone · Egyesült Államok (USA)   | Hszü Nan-nan (Xu Nannan) · Kína (CHN) | Colette Brand · Svájc (SUI)               |
| 2002, Salt Lake City | Alisa Camplin · Ausztrália (AUS)       | Veronica Brenner · Kanada (CAN)       | Deidra Dionne · Kanada (CAN)              |
| 2006, Torino         | Evelyne Leu · Svájc (SUI)              | Li Ni-na (Li Nina) · Kína (CHN)       | Alisa Camplin · Ausztrália (AUS)          |
| 2010, Vancouver      | Lydia Lassila · Ausztrália (AUS)       | Li Ni-na (Li Nina) · Kína (CHN)       | Kuo Hszin-hszin (Guo Xinxin) · Kína (CHN) |
| 2014, Szocsi         | Alla Tsuper · Fehéroroszország (BLR)   | Hszü Meng-tao · Kína (CHN)            | Lydia Lassila · Ausztrália (AUS)          |
| 2018, Phjongcshang   | Hanna Huskova · Fehéroroszország (BLR) | Zhang Xin · Kína (CHN)                | Kong Fanyu · Kína (CHN)                   |
| 2022, Peking         |                                        |                                       |                                           |

### Krossz
| Olimpia            | Arany                            | Ezüst                           | Bronz                                  |
| 2010, Vancouver    | Ashleigh McIvor · Kanada (CAN)   | Hedda Berntsen · Norvégia (NOR) | Marion Josserand · Franciaország (FRA) |
| 2014, Szocsi       | Marielle Thompson · Kanada (CAN) | Kelsey Serwa · Kanada (CAN)     | Anna Holmlund · Svédország (SWE)       |
| 2018, Phjongcshang | Kelsey Serwa · Kanada (CAN)      | Brittany Phelan · Kanada (CAN)  | Fanny Smith · Svájc (SUI)              |
| 2022, Peking       |                                  |                                 |                                        |

### Félcső
| Olimpia            | Arany                                  | Ezüst                                | Bronz                                    |
| 2014, Szocsi       | Maddie Bowman · Egyesült Államok (USA) | Marie Martinod · Franciaország (FRA) | Ayana Onozuka · Japán (JPN)              |
| 2018, Phjongcshang | Cassie Sharpe · Kanada (CAN)           | Marie Martinod · Franciaország (FRA) | Brita Sigourney · Egyesült Államok (USA) |
| 2022, Peking       |                                        |                                      |                                          |

### Slopestyle
| Olimpia            | Arany                       | Ezüst                                | Bronz                               |
| 2014, Szocsi       | Dara Howell · Kanada (CAN)  | Devin Logan · Egyesült Államok (USA) | Kim Lamarre · Kanada (CAN)          |
| 2018, Phjongcshang | Sarah Höfflin · Svájc (SUI) | Mathilde Gremaud · Svájc (SUI)       | Isabel Atkin · Nagy-Britannia (GBR) |
| 2022, Peking       |                             |                                      |                                     |

### Női éremtáblázat
| A téli olimpiai játékok éremtáblázata női síakrobatikában | A téli olimpiai játékok éremtáblázata női síakrobatikában | A téli olimpiai játékok éremtáblázata női síakrobatikában | A téli olimpiai játékok éremtáblázata női síakrobatikában | A téli olimpiai játékok éremtáblázata női síakrobatikában | Olimpia  |
| --------------------------------------------------------- | --------------------------------------------------------- | --------------------------------------------------------- | --------------------------------------------------------- | --------------------------------------------------------- | -------- |
|                                                           | Ország                                                    | Arany                                                     | Ezüst                                                     | Bronz                                                     | Összesen |
| 1.                                                        | Kanada (CAN)                                              | 7                                                         | 6                                                         | 2                                                         | 15       |
| 2.                                                        | Egyesült Államok (USA)                                    | 4                                                         | 3                                                         | 3                                                         | 10       |
| 3.                                                        | Norvégia (NOR)                                            | 2                                                         | 2                                                         | 3                                                         | 7        |
| 4.                                                        | Svájc (SUI)                                               | 2                                                         | 1                                                         | 2                                                         | 5        |
| 5.                                                        | Ausztrália (AUS)                                          | 2                                                         | 0                                                         | 2                                                         | 4        |
| 6.                                                        | Fehéroroszország (BLR)                                    | 2                                                         | 0                                                         | 0                                                         | 2        |
| 7.                                                        | Franciaország (FRA)                                       | 1                                                         | 2                                                         | 2                                                         | 5        |
| 8.                                                        | Japán (JPN)                                               | 1                                                         | 0                                                         | 2                                                         | 3        |
| 9.                                                        | Üzbegisztán (UZB)                                         | 1                                                         | 0                                                         | 0                                                         | 1        |
|                                                           |                                                           |                                                           |                                                           |                                                           |          |
| 10.                                                       | Kína (CHN)                                                | 0                                                         | 5                                                         | 2                                                         | 7        |
| 11.                                                       | Svédország (SWE)                                          | 0                                                         | 1                                                         | 1                                                         | 2        |
| 12.                                                       | Egyesített Csapat (EUN)                                   | 0                                                         | 1                                                         | 0                                                         | 1        |
| 12.                                                       | Németország (GER)                                         | 0                                                         | 1                                                         | 0                                                         | 1        |
|                                                           |                                                           |                                                           |                                                           |                                                           |          |
| 14.                                                       | Kazahsztán (KAZ)                                          | 0                                                         | 0                                                         | 1                                                         | 1        |
| 14.                                                       | Nagy-Britannia (GBR)                                      | 0                                                         | 0                                                         | 1                                                         | 1        |
| 14.                                                       | Oroszország (RUS)                                         | 0                                                         | 0                                                         | 1                                                         | 1        |
|                                                           |                                                           |                                                           |                                                           |                                                           |          |
| Összesen                                                  | Összesen                                                  | 22                                                        | 22                                                        | 22                                                        | 66       |

## Többszörös érmesek
| Többszörös olimpiai érmesek síakrobatikában                            | Többszörös olimpiai érmesek síakrobatikában | Többszörös olimpiai érmesek síakrobatikában | Többszörös olimpiai érmesek síakrobatikában | Többszörös olimpiai érmesek síakrobatikában | Olimpia  |
| ---------------------------------------------------------------------- | ------------------------------------------- | ------------------------------------------- | ------------------------------------------- | ------------------------------------------- | -------- |
|                                                                        | Sportoló                                    | Arany                                       | Ezüst                                       | Bronz                                       | Összesen |
| Kari Traa · Norvégia (NOR)                                             | 1998–2006                                   | 1                                           | 1                                           | 1                                           | 3        |
| Dale Begg-Smith · Ausztrália (AUS)                                     | 2006–2010                                   | 1                                           | 1                                           | 0                                           | 2        |
| Jennifer Heil · Kanada (CAN)                                           | 2006–2010                                   | 1                                           | 1                                           | 0                                           | 2        |
| Janne Lahtela · Finnország (FIN)                                       | 1998–2002                                   | 1                                           | 1                                           | 0                                           | 2        |
| Alisa Camplin · Ausztrália (AUS)                                       | 2002–2006                                   | 1                                           | 0                                           | 1                                           | 2        |
| Edgar Grospiron · Franciaország (FRA)                                  | 1992–1994                                   | 1                                           | 0                                           | 1                                           | 2        |
| Stine Lise Hattestad · Norvégia (NOR)                                  | 1992–1994                                   | 1                                           | 0                                           | 1                                           | 2        |
| Szatoja Tae · Japán (JPN)                                              | 1994–2006                                   | 1                                           | 0                                           | 1                                           | 2        |
| Aljakszej Hrisin · Fehéroroszország (BLR)                              | 2002–2010                                   | 1                                           | 0                                           | 1                                           | 2        |
| Li Ni-na · Kína (CHN)                                                  | 2006–2010                                   | 0                                           | 2                                           | 0                                           | 2        |
| Shannon Bahrke · Egyesült Államok (USA)                                | 2002–2010                                   | 0                                           | 1                                           | 1                                           | 2        |
| Dzmitrij Dascsinszki · Fehéroroszország (BLR)                          | 1998–2006                                   | 0                                           | 1                                           | 1                                           | 2        |
| Jelizaveta Kozsevnyikova · Egyesített Csapat (EUN) · Oroszország (RUS) | 1992–1994                                   | 0                                           | 1                                           | 1                                           | 2        |